# Never Will
Never Will è il quarto album in studio della cantautrice di musica country americana Ashley McBryde. È stato rilasciato il 3 aprile 2020 tramite Warner Music Nashville. L'album è la seconda pubblicazione su major di McBryde ed è stato preceduto dal singolo principale One Night Standards. McBryde ha lanciato il One Night Standards Tour a sostegno dell'album il 30 gennaio 2020.
Never Will è stato nominato per il Grammy Award come miglior album country e il Country Music Association Award per l'album dell'anno.
Il titolo dell'album, l'elenco dei brani e la data di uscita sono stati rivelati il 17 gennaio 2020.
Due brani aggiuntivi, Martha Divine e Hang in There Girl, sono stati pubblicati prima dell'album come singoli promozionali nel gennaio 2020. Entrambi erano accompagnati da video musicali che costituivano una serie cronologica in 3 parti che iniziava con il video di One Night Standards.
Never Will è stato accolto con ampi consensi dalla critica. In Metacritic, che assegna una valutazione media ponderata su 100 alle recensioni di pubblicazioni professionali, l'album ha ricevuto un punteggio medio di 83, basato su 7 recensioni.
Il recensore di American Songwriter Hal Horowitz ha applaudito la musica, considerandola come "un ibrido rock/country che è più viscerale del country/rock, e colpisce anche più duramente"..

## Tracce
1. Hang in There Girl – 3:49
2. One Night Standards – 3:10
3. Shut Up Sheila – 3:51
4. First Thing I Reach For – 3:14
5. Voodoo Doll – 3:29
6. Sparrow – 3:50
7. Martha Divine – 3:37
8. Velvet Red – 3:27
9. "Stone – 4:15
10. Never Will – 3:56
11. Styrofoam – 2:55